# Choqā Golān
Choqā Golān (persiska: چقا گلان) är en ort i Iran.   Den ligger i provinsen Kermanshah, i den nordvästra delen av landet, 400 km väster om huvudstaden Teheran. Choqā Golān ligger 1 286 meter över havet och antalet invånare är 110.
Terrängen runt Choqā Golān är varierad.Runt Choqā Golān är det ganska tätbefolkat, med 60 invånare per kvadratkilometer. Närmaste större samhälle är Şaḩneh, 15,5 km öster om Choqā Golān. Trakten runt Choqā Golān består till största delen av jordbruksmark.